# Арат Младший
Арат из Сикиона, Младший (около 250 — 213 год до н. э.) — сын Арата Старшего, древнегреческий политический деятель, трижды занимавший должность стратега Ахейского союза в 219—218, 216—215, 214—213 годах до н. э. Участвовал в Союзнической войне, но ничем себя не проявил. В 213 году до н. э. вместе со своим отцом был отравлен Филиппом V Македонским.